# Terremoto de Torrevieja de 1829
El terremoto de Torrevieja de 1829 fue un violento movimiento sísmico que tuvo lugar en distintas localidades de la provincia de Alicante, España, el 21 de marzo de 1829 y, aunque la ciudad más afectada fue Almoradí, es conocido como terremoto de Torrevieja por ser esta localidad la mayor de las que sufrieron sus efectos.
El periodo comprendido entre 1820 y 1830 fue el de mayor actividad sísmica en el sur de la provincia de Alicante, afectando a las líneas sismotectónicas del Bajo Segura que tienen tres fallas: la de Benejúzar-Benijófar, la de Guardamar del Segura y la de Torrevieja. En general, la costa de Alicante se encuentra hundida unos 10 metros por debajo de la falla de Torrevieja.
Desde el 13 de septiembre de 1828 al 21 de marzo de 1829 se sucedió una serie de terremotos en la zona calculados en más de doscientos. A las 18:15 horas del 21 de marzo de 1829 se produjo el terremoto, 6,6º en la escala sismológica de magnitud de momento, con epicentro en las coordenadas 38°5′N 0°41′O / 38.083, -0.683 (núcleos de Benejúzar, Rojales y Torrevieja), que causó 389 muertos, 377 heridos, 2965 viviendas completamente destruidas y 2396 dañadas, la destrucción de los puentes sobre el río Segura en Almoradí, Benejúzar, Dolores y Guardamar, y que extendió sus efectos más graves, además de a las poblaciones citadas en su epicentro, a Almoradí, Algorfa, Rafal, Torrelamata, Daya Vieja, Guardamar, Dolores, Redován, San Fulgencio y San Miguel de Salinas. La mitad de los fallecidos lo fueron en Almoradí al ser la población que contaba con calles más estrechas y edificios más altos que se derrumbaron unos sobre otros.
A petición del Obispo Félix Herrero de Orihuela, tras una misiva en la que el Obispo le envió al rey, Fernando VII remitió millón y medio de reales de su pecunio particular, así como estableció el envío urgente de cereal. De las cuentas abiertas para ayudar a los damnificados, que alcanzaron una recaudación de ocho millones y medio de reales, se reconstruyeron totalmente los municipios de Almoradí, Benejúzar, Guardamar y Torrevieja.